# Nederrijns voetbalkampioenschap 1904/05
In 1904/05 werd het derde Nederrijns voetbalkampioenschap gespeeld, dat georganiseerd werd door de West-Duitse voetbalbond. 
FC München-Glabach werd kampioen en plaatste zich voor de West-Duitse eindronde. In een groepsfase met Cölner FC 1899 en Duisburger SpV eindigden de drie clubs met evenveel punten. München-Gladbach moest het opnemen tegen de winnaar van Duisburg-Cöln en dat was Duisburg. Deze club versloeg ook Gladbach en werd zo kampioen.

## 1. Klasse
| Plaats | Club                     | Wed. | W | G | V | Saldo | Ptn. |
| ------ | ------------------------ | ---- | - | - | - | ----- | ---- |
| 1.     | FC 1894 München-Gladbach | 4    | 4 | 0 | 0 | 12:3  | 8:0  |
| 2.     | FC Alemannia Aachen      | 4    | 1 | 1 | 2 | 3:7   | 3:5  |
| 3.     | Düsseldorfer FC 1899     | 4    | 0 | 1 | 3 | 2:7   | 1:7  |

|  | Kampioen |

## 2. Klasse
| Plaats | Club                        | Wed.              | W                 | G                 | V                 | Saldo             | Ptn.              |
| ------ | --------------------------- | ----------------- | ----------------- | ----------------- | ----------------- | ----------------- | ----------------- |
| 1.     | FC 1894 München-Gladbach II | 6                 |                   |                   |                   | 21:14             | 08:04             |
| 2.     | FC Alemannia Aachen II      | 6                 |                   |                   |                   | 11:09             | 07:05             |
| 3.     | Vorwärts München-Gladbach   | 6                 |                   |                   |                   | 12:15             | 05:07             |
| 4.     | Düsseldorfer FC 1899 II     | 6                 |                   |                   |                   | 10:16             | 04:08             |
| 5.     | FC Solingen 1895            | Gediskwalificeerd | Gediskwalificeerd | Gediskwalificeerd | Gediskwalificeerd | Gediskwalificeerd | Gediskwalificeerd |

|  | Kampioen |